# 101 dalmatyńczyków (powieść)
101 dalmatyńczyków (ang. The Hundred and One Dalmatians) – powieść dla dzieci autorstwa Dodie Smith opublikowana w 1956 roku.

## Treść
W Londynie mieszkają świeżo poślubieni państwo Poczciwińscy ze swymi psami rasy dalmatyńczyk Pongiem i Mimi. Wraz z nimi służą dwie nianie, nazywane od swych profesji kolejno Kucharską i Lokajską. Jakiś czas później Mimi zachodzi w ciążę z Pongiem. Pani Poczciwińska podczas spaceru z mężem i ich psami spotyka swoją dawną koleżankę ze szkoły – bywalczyni salonów Torturellę de Mon i jej męża kuśnierza, którego zmusiła do przyjęcia jej nazwiska. Torturella mająca obsesję na punkcie futer i pieprzu sugeruje, że z dalmatyńczyków byłoby zachwycające futro. Poczciwińskiemu i psom robi się szkoda pomiatanych przez Tortuellę jej męża i perskiej kotki, którą Torturella trzyma przy życiu wyłącznie dlatego, bo dobrze się prezentuje na salonach. 
Wkrótce Mimi rodzi piętnaście szczeniąt, gdy Poczciwińscy goszczą u siebie de Monów. Torturella domaga się ich kupna, jednak Poczciwińscy odmawiają. Mimi niepokoi niezdrowe zainteresowanie kobiety jej narodzonymi szczeniętami. Zwłaszcza ją przeraża informacja, że Torturella bezlitośnie topiła mioty jej kotki, które miała z podrzędnymi, w jej opinii, dachowcami. Cudowny Weterynarz wiedząc, że Mimi nie jest w stanie wykarmić tyle szczeniąt doradza właścicielom poszukać psiej mamki. Pani Poczciwińska znajduje bezdomną sukę, która jest dalmatyńczykiem w brązowe łatki. Suka otrzymuje imię Perdita i staje się nowym członkiem rodziny. Mówi ona Pongowi o swym zaginionym mężu Księciu i ich miocie szczeniąt, które zostały sprzedane przez jej właściciela – ubogiego farmera – pewnej kobiecie. Wobec tego uciekła, szukając tych szczeniąt. 
Wiele tygodni później gdy pani Poczciwińska i Niania Lokajska wychodzą na spacer z Pongiem, Mimi i Perditą, do ich domu niespostrzeżenie wchodzą złodzieje i porywają szczenięta, gdy Niania Kucharska rozmawia z Torturellą na temat szczeniąt. Śledztwo prowadzone przez Scotland Yard staje w martwym punkcie. Wobec tego Pongo i Mimi używają „szczekania o zmierzchu”, stosowanego do przekazywania psich wiadomość, aby zaalarmować inne psy w Londynie i poprosić o pomoc w zlokalizowaniu ich szczeniąt. Wkrótce wiadomość obiega całą Anglię. Wiadomość dociera do Suffolk, gdzie otrzymują ją owczarek staroangielski Pułkownik i kotka Kicia Sarenka. Znajdują oni porwane szczenięta w Czarcim Dworze, cieszącej się złą sławą wśród zwierząt nieruchomości pilnowanej przez okrutnych braci Jaspera i Saula Złoczyńskich na zlecenie właściciela. 
Po otrzymaniu wiadomości Pongo i Mimi uciekają Poczciwińskim, by dotrzeć o własnych nogach do Suffolk. Perdita zostaje, by dać otuchy ludziom. Po drodze różne psy pomagają rodzicom szczeniąt, dając im wskazówki jak mają dotrzeć do swoich dzieci. Docierają do Czwarciego Dworu, którego właścicielami są de Monowie. To Torturella  wynajęła złodziei do porwania szczenięta Poczciwińskich, a także zakupiła legalnie 82 szczenięta dalmatyńczyków. Zamierza je oskórować i uszyć z nich futro, następnie w Czarcim Dworze założyć fermę hodowlaną dalmatyńczyków na futra na sprzedaż. Pongo, od początku podejrzewający Torturellę, i Mimi decydują się adoptować pozostałe 82 szczenięta.
Do Czarciego Dworu przyjeżdża Torturella i, zaniepokojona policyjnym śledztwem, każe Złoczyńskim zabić szczenięta jeszcze dziś. Złoczyńscy ociągają z wykonaniem zlecenia chcąc obejrzeć ulubiony program w telewizji, co wykorzystują dorosłe dalmatyńczyki i z pomocą Pułkownika i dwuletniego chłopa Tomka Tompkinsa wyprowadzają bezpiecznie szczenięta. Dalmatyńczyki odbywają podróż z powrotem do Londynu, w czasie której trafiają na tabor cygański. Romowie nie wiedząc o kradzieży łapią wszystkie psy, by je wytresować do zarabiania pieniędzy. Z pomocą przychodzi im koń, który jako jedyny z romskich zwierząt zna angielski.
Potem schronienie w piekarni zapewnia im tutejszy collie, znajomy Pułkownika. Wiedząc, że w takiej ilości rzucają się w oczy, dalmatyńczyki tarzają się w sadzy domu kominiarza, by udawać psy czarnej maści. W Wigilię Świętami Bożego Narodzenia po spoczynku w kościele psy są świadkami pożaru piekarni. Są też przerażone, gdy widzą Torturellę szukającą szczeniąt. Wyczerpane chowają w przejeżdżającej ciężarówce jadającej tego samego dnia do Londynu, dokładnie przy Regent’s Park, gdzie mieszkają Poczciwińscy. Tam perska kotka chcąc zemścić się na Torturelli za utopienie wszystkich jej kociąt, pomaga wejść dalmatyńczykom do domu de Monów, gdzie wspólne niszczą wszystkie nieopłacone wyroby futrzarskie Torturelli.
Dalmatyńczyki jednocząc ze swymi właścicielami, nianiami oraz Perditą. Okazuje się, że wśród adoptowanych szczeniąt znajdują szczenięta urodzone przez Perditę. Po upewnieniu się, że szczenięta są bez właścicieli Poczciwiński decyduje się na zakup wiejskiego domu, by pomieścić wszystkie. Kupuje on Czarci Dwór wystawiony przez de Monów zmuszonych wyjechać z Anglii przed długami, zaś Złoczyńscy trafili do więzienia za pobicie komornika, gdy ten chciał im zarekwirować telewizor. Poczciwińscy adoptują Księcia, który może w końcu zjednoczyć się z Perditą, i tym samym mają 101 dalmatyńczyków.

## Adaptacje filmowe
- 101 dalmatyńczyków – film animowany produkcji Walta Disneya z 1961 roku
  - 101 dalmatyńczyków II. Londyńska przygoda – film animowany z 2003 roku (kontynuacja produkcji z 1961 roku)
  - Ulica Dalmatyńczyków 101 – serial animowany z lat 2019-2020 (kontynuacja produkcji z 1961 roku)
- 101 dalmatyńczyków – film aktorski z 1996 roku
  - 102 dalmatyńczyki – film aktorski z 2000 roku (kontynuacja filmu z 1996 roku)
- 101 dalmatyńczyków – serial animowany z lat 1997-1998 (na podstawie filmów z 1961 i 1996)